# MegaRace 3
MegaRace 3 (abrégé en MR3 et sous-titré Nanotech Disaster) est un jeu vidéo de course et de combat motorisé de science-fiction développé par Cryo Interactive et publié par Wanadoo en 2001. C'est le troisième jeu de la série entamée par MegaRace en 1993 et poursuivie par MegaRace 2 en 1996.

## Synopsis
MegaRace est un show télévisé de course d'engins animé par le présentateur Lance Boyle (joué par Christian Erickson (en)). Les courses du troisième opus ont lieu dans un univers microscopique secoué de nombreux cataclysmes naturels.

## Principe du jeu
Comme ses deux prédécesseurs, MegaRace 3 est un jeu vidéo de course dans lequel le joueur se trouve aux commandes d'un engin de science-fiction dotée d'armes et d'équipements permettant de retarder ou d'éliminer les autres concurrents, ce qui en fait un jeu de combat motorisé autant que de course proprement dite. Les courses ont lieu dans des environnements en 3D réelle. Le joueur a le choix entre douze vaisseaux différents ; le jeu comprend huit types d'environnements et une vingtaine de circuits. Le joueur peut personnaliser son vaisseau et en modifier l'équipement entre les courses, chaque victoire donnant accès à des modules et à des armes plus performants. Le jeu peut être joué seul contre l'ordinateur ou en mode multijoueur, plusieurs joueurs pouvant s'organiser en équipes. Plusieurs modes de jeu sont disponibles : la course simple, un mode carrière où le joueur enchaîne plusieurs courses, un mode capture du drapeau, un mode duel, et un mode catastrophe où le joueur doit sauver le monde en parcourant des circuits jonchés d'obstacles.